# アリエス・メリット
アリエス・メリット（Aries Merritt、1985年7月24日 - ）は、アメリカの陸上競技選手。ロンドンオリンピックの110メートルハードルの金メダリストであり、同種目の世界記録保持者でもある。

## 主な成績
| 年   | 大会                           | 場所                     | 種目  | 結果 | 記録   |
| ---- | ------------------------------ | ------------------------ | ----- | ---- | ------ |
| 2004 | 世界ジュニア陸上競技選手権大会 | グロッセート（イタリア） | 110mH | 1位  | 13秒56 |
| 2011 | 世界陸上競技選手権大会         | 大邱（韓国）             | 110mH | 5位  | 13秒67 |
| 2012 | 世界室内陸上競技選手権大会     | イスタンブール（トルコ） | 60mH  | 1位  | 7秒44  |
| 2012 | オリンピック                   | ロンドン（イギリス）     | 110mH | 1位  | 12秒92 |
| 2013 | 世界陸上競技選手権大会         | モスクワ（ロシア）       | 110mH | 6位  | 13秒31 |
| 2015 | 世界陸上競技選手権大会         | 北京（中国）             | 110mH | 3位  | 13秒04 |
| 2017 | 世界陸上競技選手権大会         | ロンドン（イギリス）     | 110mH | 5位  | 13秒31 |

## 自己ベスト
- 60mハードル　　7秒43　(2012年2月26日)
- 110mハードル　12秒80 (2012年9月7日、世界記録)